# جاكوب يانغ
جاكوب واين يانغ (بالإنجليزية: Jacob Young)‏ (ولد في 10 سبتمبر 1979) ممثل ومغني اميركي، ظهر في مسلسل الجريء والجميلة.

## روابط خارجية
- Jacob Young's official website نسخة محفوظة 16 مارس 2014 على موقع واي باك مشين.
- جاكوب يانغ على موقع IMDb (الإنجليزية)
- جاكوب يانغ على موقع روتن توميتوز (الإنجليزية)
- جاكوب يانغ على موقع ألو سيني (الفرنسية)
- جاكوب يانغ على موقع أول موفي (الإنجليزية)
- جاكوب يانغ على موقع قاعدة بيانات برودواي على الإنترنت (الإنجليزية)
- جاكوب يانغ على موقع قاعدة بيانات الفيلم (الإنجليزية)
- جاكوب يانغ على موقع كينوبويسك (الروسية)
- Jacob Young, Fresh Face: Broadway.com Buzz

[[تصنيف::أشخاص من مقاطعة بيرسي (واشنطن)]]